# Laudomia de Pierfrancesco de Médici
Laudomia de Pierfrancesco de Médici (Florencia, 1518-París, 1560) fue una mujer noble de Florencia, en el siglo XVI. Pertenecía a la rama "Popolani" de la familia Médici, siendo hija de Pierfrancesco de Médici. Por matrimonio, fue señora de Épernay.

## Biografía
Fue hija natural de Pierfrancesco de Médici y de María Soderini, y hermana de Lorenzino de Médici. Durante un tiempo vivió junto a su hermana, Magdalena, en el Convento de las Carmelitas de Santa María de los Ángeles, en Florencia.
Después del asesinato del duque Alejandro de Médici a manos de su hermano, Lorenzino, en 1537, escapó junto a toda su familia a Bolonia.
Se casó en 1539 con Pedro Strozzi, mariscal de Francia. Siguió a su marido a Venecia y después a Francia, quedando viuda en 1558.
De ella queda un valioso retrato hecho por Agnolo Bronzino.